# Piz Frisal
Der Piz Frisal ist ein 3291 m ü. M. hoher Berg in der Surselva nördlich von Trun GR, Kanton Graubünden.
Der Piz Frisal erhebt sich rund 600 Meter südlich vom Bifertenstock (3419 m ü. M.). Er liegt auf einem Grat zwischen dem Bifertenstock und den Brigelser Hörnern (3251 m ü. M., rätoromanisch Cavistrau) im Süden. Nördlich des Gipfels bilden die Obere Frisallücke (Barcun Frisal Sura) auf 3179 m ü. M. und südlich die Untere Frisallücke (Barcun Frisal Sut) auf 2805 m ü. M. Übergänge über den Grat.
Am Osthang des Piz Frisal befindet sich der in zwei Stücke geteilte Glatscher da Frisal, im Westen der Glatscher da Punteglias. Das Val Frisal im Osten wird vom Flem entwässert.